# SoftBank
SoftBank Group Corporation (ソフトバンク株式会社?, Sofutobanku kabushiki-gaisha) è una holding finanziaria multinazionale giapponese con sede a Tokyo, fondata il 3 settembre 1981 da Masayoshi Son.
L'azienda offre servizi di telefonia fissa, telefonia mobile, Internet a banda larga, commercio elettronico, finanza, marketing, progettazione di semiconduttori e altro. È stata classificata nell'elenco Forbes Global 2000 come la 39ª più grande azienda al mondo e la terza più grande società quotata in borsa in Giappone dopo Toyota e MUFG. Gli investitori includono fondi sovrani da paesi del Medio Oriente.
La società è nota per la leadership del suo controverso fondatore e maggiore azionista Masayoshi Son. Le sue società partecipate, sussidiarie e divisioni, tra cui diversi unicorni non redditizi, operano nei settori della robotica, dell'intelligenza artificiale, del software, della logistica, dei trasporti, delle biotecnologie, dei processi robotici Automazione, PropTech, immobiliare, ospitalità, banda larga, telecomunicazioni fisse, e-commerce, Information Technology, finanza, media e marketing e altri settori. Tra le sue attuali partecipazioni azionarie più riconoscibili a livello internazionale ci sono le partecipazioni in Arm (semiconduttori), Alibaba (e-commerce), OYO Rooms (ospitalità), WeWork (coworking) e Deutsche Telekom (telecomunicazioni). SoftBank Corporation, la sua affiliata scorporata ed ex attività di punta, è il terzo operatore wireless in Giappone, con 45,621 milioni di abbonati a marzo 2021.
SoftBank è stata classificata nell'elenco Forbes Global 2000 del 2024 come la 461a società pubblica più grande del mondo.
Il logo di SoftBank si basa sulla bandiera della Kaientai, una compagnia commerciale navale fondata nel 1865, verso la fine dello shogunato Tokugawa, da Sakamoto Ryōma.

## Storia
SoftBank è stata fondata nel settembre 1981 come SOFTBANK Corp dall'allora 24enne Masayoshi Son, inizialmente come distributore di software. La società è entrata nel business dell'editoria nel maggio 1982 con il lancio della serie di periodici Oh! PC e Oh! MZ, rispettivamente sui computer NEC e Sharp. Oh! PC aveva una tiratura di 140.000 copie nel 1989. Sarebbe diventato il più grande editore giapponese di riviste e fiere di computer e tecnologia.
Nel 1994, la società è stata quotata in Borsa, per un valore di 3 miliardi di dollari. Nel settembre 1995 ha acquisito la statunitense Ziff Davis Publishing per 2,1 miliardi di dollari.
- 28 gennaio 2005 - diventa proprietaria dei Fukuoka SoftBank Hawks, una squadra professionale giapponese di baseball.
- 17 marzo 2006 - annuncia il raggiungimento dell'accordo per l'acquisto di Vodafone Japan.
- Inizi di aprile 2006 - completa l'acquisto del 23% di Betfair, un sito Internet di scommesse.
- 1º ottobre 2006 - Vodafone Japan cambia il nome della società, il nome del marchio sui cellulari, e il nome del suo dominio mobile rispettivamente in SoftBank Mobile, SoftBank, e mb.softbank.jp.
- 28 gennaio 2008 - Viene annunciato che SoftBank e Tiffany & Co. collaboreranno nella realizzazione di un cellulare in edizione limitata (solo 10 pezzi). Questo telefono è composto da più di 400 diamanti e platino, per un totale di più di 20 carati. Il costo dovrebbe aggirarsi sui 100.000.000 yen.
- 4 giugno, 2008 - SoftBank Mobile annuncia la collaborazione con Apple e nel 2008 porta l'iPhone 3G in Giappone.
- 11 luglio, 2013 - completa l'acquisizione di Sprint.
- 18 luglio, 2016 - acquisisce l'azienda britannica ARM.
- 9 giugno, 2017 - annuncia l'acquisizione delle aziende di robotica Boston Dynamics e Schaft.[28]
- 2023: inizia ad utilizzare l'intelligenza artificiale generativa in tutte le aree della sua attività.[29]

## Vision Fund
Nel 2016 ha annunciato la creazione di Vision Fund, il più grande fondo di investimento in Venture Capital del mondo, con un patrimonio iniziale di circa 100 miliardi di dollari.